# Atrocalopteryx coomani
Atrocalopteryx coomani är en trollsländeart som först beskrevs av Fraser 1935.  Atrocalopteryx coomani ingår i släktet Atrocalopteryx och familjen jungfrusländor. Inga underarter finns listade i Catalogue of Life.